# نظرات في كتاب الله
نظرات في كتاب الله تفسير للقرآن الكريم من تأليف الداعية الإسلامية الراحلة زينب الغزالي، راجعه وقدَّم له الدكتور عبد الحي الفرماوي أستاذ التفسير بجامعة الأزهر الشريف، وهو يعتبر أول تفسير للقرآن الكريم تكتبه امرأة. قد انتهت من كتابة التفسير في أوائل التسعينيات من القرن الماضي، وصدر المجلد الأول من «دار الشروق» في عام 1995م، ولكن بعد وفاة صاحب «دار الشروق» محمد المعلم توقَّفت الدار عن استكمال طبع التفسير، حتى تمكَّنت «دار التوزيع والنشر الإسلامية» من طبعه كله.
ويوجد كتاب يحمل نفس الاسم للإمام المرشد الأول للإخوان المسلمين حسن البنا

## وصلات خارجية
- نظرات في كتاب الله.. أول تفسير للقرآن تكتبه امرأة، إخوان أون لاين، 10 أكتوبر 2009
- زينب الغزالي.. أول امرأة تفسر القرآن، إخوان أون لاين، 4 أغسطس 2005